# 투먼시
투먼시(중국조선어: 도문시, 중국어 간체자: 图们市, 정체자: 圖們市, 병음: túmén shì)은 중화인민공화국 지린성 옌볜 조선족 자치주에 위치한 도시이다. 인구는 13만6,000명이고, 이 중 58%가 한민족이다.

## 지리
두만강을 사이에 두고 남쪽으로 조선민주주의인민공화국 함경북도 온성군과 이웃하고, 동쪽은 훈춘 시(중국어 정체자: 琿春, 혼춘), 서쪽은 옌지 시(延吉, 연길), 북쪽은 왕칭 현(중국어 정체자: 汪淸縣)에 접해 있다. 조선민주주의인민공화국의 라선특급시까지는 160 km 떨어져 있다.

## 언어
매우 특이하게도 중화인민공화국 영토임에도 불구하고 공용어는 한국어이다. 심지어 주민의 상당수가 충청도 방언을 사용한다.

## 행정 구역
3개 가도, 4개 진으로 구성되어 있다.
- 가도(街道)
  1. 샹상 가도(중국조선어: 향상가도, 중국어: 向上街道)
  2. 신화 가도(중국조선어: 신화가도, 중국어 간체자: 新华街道, 정체자: 新華街道)
  3. 웨궁 가도(중국조선어: 월궁가도, 중국어 간체자: 月宫街道, 정체자: 月宮街道)
- 진(중국어 간체자: 镇, 정체자: 鎭)
  1. 웨칭 진(중국조선어: 월청진, 중국어 간체자: 月晴镇, 정체자: 月晴鎭, 병음: Yuèqíng zhèn)
  2. 스셴 진(중국조선어: 석현진, 중국어 간체자: 石峴镇, 정체자: 石峴鎭, 병음: Shíxiàn zhèn)
  3. 창안 진(중국조선어: 장안진, 중국어 간체자: 长安镇, 정체자: 長安鎭, 병음: Chángān zhèn)
  4. 량수이 진(중국조선어: 량수진, 중국어 간체자: 凉水镇, 정체자: 凉水鎭, 병음: Liángshuǐ zhèn)

## 기후
| 투먼시의 기후                                                 | 투먼시의 기후 | 투먼시의 기후 | 투먼시의 기후 | 투먼시의 기후 | 투먼시의 기후 | 투먼시의 기후 | 투먼시의 기후 | 투먼시의 기후 | 투먼시의 기후 | 투먼시의 기후 | 투먼시의 기후 | 투먼시의 기후 | 투먼시의 기후 |
| 월                                                            | 1월           | 2월           | 3월           | 4월           | 5월           | 6월           | 7월           | 8월           | 9월           | 10월          | 11월          | 12월          | 연간          |
| ------------------------------------------------------------- | ------------- | ------------- | ------------- | ------------- | ------------- | ------------- | ------------- | ------------- | ------------- | ------------- | ------------- | ------------- | ------------- |
| 역대 최고 기온 °C (°F)                                        | 8.7 (47.7)    | 11.3 (52.3)   | 20.8 (69.4)   | 33.3 (91.9)   | 33.7 (92.7)   | 37.4 (99.3)   | 37.7 (99.9)   | 36.5 (97.7)   | 32.2 (90.0)   | 27.4 (81.3)   | 19.3 (66.7)   | 10.1 (50.2)   | 37.7 (99.9)   |
| 일평균 최고 기온 °C (°F)                                      | −5.9 (21.4)   | −1.2 (29.8)   | 5.8 (42.4)    | 14.7 (58.5)   | 20.4 (68.7)   | 23.6 (74.5)   | 26.2 (79.2)   | 26.6 (79.9)   | 22.6 (72.7)   | 15.1 (59.2)   | 4.1 (39.4)    | −4.2 (24.4)   | 12.3 (54.2)   |
| 일일 평균 기온 °C (°F)                                        | −11.7 (10.9)  | −7.4 (18.7)   | −0.2 (31.6)   | 7.9 (46.2)    | 13.5 (56.3)   | 17.7 (63.9)   | 21.2 (70.2)   | 21.5 (70.7)   | 15.9 (60.6)   | 8.3 (46.9)    | −1.5 (29.3)   | −9.5 (14.9)   | 6.3 (43.4)    |
| 일평균 최저 기온 °C (°F)                                      | −16.6 (2.1)   | −13.0 (8.6)   | −5.8 (21.6)   | 1.5 (34.7)    | 7.7 (45.9)    | 13.2 (55.8)   | 17.5 (63.5)   | 17.7 (63.9)   | 10.8 (51.4)   | 2.5 (36.5)    | −6.2 (20.8)   | −14 (7)       | 1.3 (34.3)    |
| 역대 최저 기온 °C (°F)                                        | −29.2 (−20.6) | −26.7 (−16.1) | −20.3 (−4.5)  | −9.1 (15.6)   | −1.3 (29.7)   | 5.7 (42.3)    | 10.0 (50.0)   | 7.1 (44.8)    | −1.1 (30.0)   | −11.5 (11.3)  | −20.2 (−4.4)  | −26.2 (−15.2) | −29.2 (−20.6) |
| 평균 강수량 mm (인치)                                         | 6.5 (0.26)    | 6.6 (0.26)    | 12.9 (0.51)   | 31.0 (1.22)   | 68.1 (2.68)   | 81.0 (3.19)   | 128.7 (5.07)  | 111.6 (4.39)  | 65.0 (2.56)   | 32.6 (1.28)   | 20.1 (0.79)   | 7.6 (0.30)    | 571.7 (22.51) |
| 평균 강수일수 (≥ 0.1 mm)                                      | 2.8           | 3.3           | 5.6           | 8.5           | 13.9          | 14.2          | 14.4          | 14.1          | 9.4           | 6.5           | 6.1           | 4.4           | 103.2         |
| 평균 강설일수                                                 | 4.2           | 4.9           | 6.4           | 2.6           | 0.1           | 0             | 0             | 0             | 0             | 1.1           | 5.7           | 5.8           | 30.8          |
| 평균 상대 습도 (%)                                            | 56            | 53            | 52            | 53            | 66            | 78            | 83            | 82            | 76            | 63            | 59            | 58            | 65            |
| 평균 월간 일조시간                                            | 193.3         | 200.0         | 228.6         | 213.9         | 212.0         | 186.9         | 163.4         | 172.7         | 202.4         | 202.0         | 166.1         | 171.3         | 2,312.6       |
| 가능 일조율                                                   | 66            | 67            | 62            | 53            | 47            | 41            | 35            | 40            | 55            | 60            | 57            | 61            | 54            |
| 출처: 중국기상국 (평년값: 1991년~2020년, 극값: 1981년~2010년) |               |               |               |               |               |               |               |               |               |               |               |               |               |

## 같이 보기
- 도문국경대교